# فالتر كاوفمان (فيزيائي)
فالتر كاوفمان (بالألمانية: Walter Kaufmann )‏ (و. 1871 – 1947 م) هو فيزيائي، وأستاذ جامعي ألماني، توفي في فرايبورغ، عن عمر يناهز 76 عاماً.

## التعليم
تعلم في جامعة غوتينغن، وجامعة برلين للتكنولوجيا، وجامعة لودفيغ ماكسيميليان في ميونخ.